# Tomas Brolin
Tomas Brolin (ur. 29 listopada 1969 w Hudiksvall) – szwedzki piłkarz występujący na pozycji napastnika. Nosił przydomek Brolle.
Przygodę z piłką nożną rozpoczynał w Näsvikens IK. Następnie przeszedł do GIF Sundsvall i jako piłkarz tego klubu w 1990 zadebiutował w reprezentacji Szwecji, grał w niej na Mundialu we Włoszech (3 występy, 1 gol). Po turnieju zdecydował się na transfer do IFK Norrköping. W 9 meczach strzelił 7 bramek i przykuł uwagę działaczy Parmy z trenerem Nevio Scalą na czele i już w styczniu trafił do Włoch. Odebrał także nagrodę najlepszego gracza roku w Szwecji, tzw. Guldbollen.
W 1992 roku sięgnął po Puchar Włoch, a z trzema bramkami został królem strzelców Mistrzostw Europy. Jego reprezentacja odpadła w półfinale, po przegranym 2-3 meczu z Niemcami. Wystąpił także na Igrzyskach Olimpijskich w Barcelonie, gdzie zaszedł do ćwierćfinału.
Rok później sięgnął po kolejne trofeum w swojej karierze – Puchar Zdobywców Pucharów. W finałowym meczu z Royal Antwerp FC zagrał od pierwszej minuty i zaliczył asystę.
W sezonie 1993/1994 wygrał z Parmą Superpuchar Europy, z kadrą Tommy’ego Svenssona zajął 3. miejsce na Mistrzostwach świata w USA (grał pełne 90 minut w siedmiu meczach i strzelił 4 bramki) i został wybrany piłkarzem roku w kraju. Następnie uległ poważnej kontuzji kostki, która zatrzymała jego rozwój. W 1996 włoski klub sprzedał go za 4,5 miliona dolarów do Leeds United. Walcząc ze stałymi kłopotami z nadwagą, zaliczył dla angielskiego klubu 19 występów, strzelił zaledwie 4 gole. W sezonie 1996/97 grał na wypożyczeniu w FC Zürich i Parmie, zanim powrócił do Leeds. Następnie zaliczył całkowicie nieudany epizod w Crystal Palace F.C. W styczniu 1998 zakończył karierę, w wieku zaledwie 28 lat.
W szwedzkiej kadrze zaliczył 47 występów, strzelił 26 goli.
| Sezon   | Klub                | Kraj       | Flaga      | Rozgrywki      | Mecze | Bramki |
| ------- | ------------------- | ---------- | ---------- | -------------- | ----- | ------ |
| 1986/87 | GIF Sundsvall       | Szwecja    | Szwecja    | Superettan     | 13    | 3      |
| 1987/88 | GIF Sundsvall       | Szwecja    | Szwecja    | Allsvenskan    | 21    | 6      |
| 1988/89 | GIF Sundsvall       | Szwecja    | Szwecja    | Allsvenskan    | 21    | 4      |
| 1989/90 | IFK Norrköping      | Szwecja    | Szwecja    | Allsvenskan    | 9     | 7      |
| 1990/91 | AC Parma            | Włochy     | Włochy     | Serie A        | 33    | 7      |
| 1991/92 | AC Parma            | Włochy     | Włochy     | Serie A        | 34    | 4      |
| 1992/93 | AC Parma            | Włochy     | Włochy     | Serie A        | 22    | 4      |
| 1993/94 | AC Parma            | Włochy     | Włochy     | Serie A        | 29    | 5      |
| 1994/95 | AC Parma            | Włochy     | Włochy     | Serie A        | 11    | 0      |
| 1995/96 | AC Parma            | Włochy     | Włochy     | Serie A        | 4     | 0      |
| 1995/96 | Leeds United        | Anglia     | Anglia     | Premier League | 19    | 4      |
| 1996/97 | FC Zürich           | Szwajcaria | Szwajcaria | Nationalliga A | 3     | 0      |
| 1996/97 | AC Parma            | Włochy     | Włochy     | Serie A        | 11    | 0      |
| 1997/98 | Crystal Palace F.C. | Anglia     | Anglia     | Premier League | 13    | 0      |